# Ecuación de Fenske

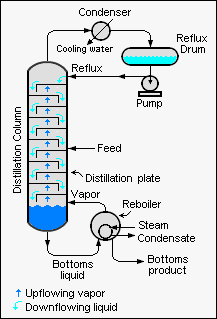
Fraccionamiento a reflujo total.

La ecuación de Fenske en la destilación fraccionada continua es una ecuación utilizada para calcular el número mínimo de platos teóricos requeridos para la separación de una corriente de alimentación binaria mediante una columna de fraccionamiento que se opera a reflujo total (es decir, lo que significa que no hay destilado del producto de cabeza). siendo retirado de la columna). 
La ecuación fue derivada en 1932 por Merrell Fenske, un profesor que se desempeñó como jefe del departamento de ingeniería química en la Universidad Estatal de Pensilvania desde 1959 hasta 1969.
Cuando se diseñan torres de destilación industriales continuas a gran escala, es muy útil calcular primero el número mínimo de placas teóricas requeridas para obtener la composición del producto deseado. 

## Versiones comunes de la ecuación de Fenske
Esta es una de las muchas versiones diferentes pero equivalentes de la ecuación de Fenske, válida solo para mezclas binarias:
| Símbolo                       | Nombre                                                                                              |
| ----------------------------- | --------------------------------------------------------------------------------------------------- |
| {\displaystyle N}             | Número mínimo de placas teóricas requeridas al reflujo total (de las cuales el recalentador es uno) |
| {\displaystyle X_{d}}         | Fracción molar de componente más volátil en el destilado de cabeza                                  |
| {\displaystyle X_{b}}         | Fracción molar de componente más volátil en los fondos                                              |
| {\displaystyle \alpha _{avg}} | Volatilidad relativa promedio del componente más volátil al componente menos volátil                |

Para una mezcla de múltiples componentes se mantiene la siguiente fórmula.  Para facilitar la expresión, los componentes más volátiles y los menos volátiles se conocen comúnmente como la light key (LK) y la heavy key (HK), respectivamente.  Usando esa terminología, la ecuación anterior se puede expresar como:
{\displaystyle \ N={\frac {\log \,{\bigg [}{\Big (}{\frac {LK_{d}}{HK_{d}}}{\Big )}{\Big (}{\frac {HK_{b}}{LK_{b}}}{\Big )}{\bigg ]}}{\log \,\alpha _{avg}}}}
o también: 
{\displaystyle \ N={\frac {\log \,{\bigg [}{\Big (}{\frac {LK_{d}}{1-LK_{d}}}{\Big )}{\Big (}{\frac {1-LK_{b}}{LK_{b}}}{\Big )}{\bigg ]}}{\log \,\alpha _{avg}}}}
Si la volatilidad relativa de la tecla ligera a la tecla pesada es constante desde la parte superior de la columna hasta la parte inferior de la columna, entonces  {\displaystyle \alpha _{avg.}}es simple {\displaystyle \alpha }. Si la volatilidad relativa no es constante de arriba abajo de la columna, se puede usar la siguiente aproximación:
| Símbolo                       | Nombre                                                                                          |
| ----------------------------- | ----------------------------------------------------------------------------------------------- |
| {\displaystyle \alpha _{avg}} | Volatilidad relativa promedio del componente más volátil al componente menos volátil            |
| {\displaystyle \alpha _{t}}   | Volatilidad relativa de clave ligera a clave pesada en la parte superior (top) de la columna    |
| {\displaystyle \alpha _{b}}   | Volatilidad relativa de clave ligera a clave pesada en la parte inferior (bottom) de la columna |

Las formas anteriores de la ecuación de Fenske pueden modificarse para su uso en la destilación de reflujo total de alimentaciones de múltiples componentes. También es útil para resolver problemas de extracción líquido-líquido, ya que un sistema de extracción también puede representarse como una serie de etapas de equilibrio y la solubilidad relativa puede sustituirse por una volatilidad relativa.

## Otra forma de la ecuación de Fenske
Una derivación de otra forma de la ecuación de Fenske para su uso en cromatografía de gases está disponible en el sitio web de la Academia Naval de los Estados Unidos. Usando la ley de Raoult y la Ley de Dalton para una serie de ciclos de condensación y evaporación (es decir, etapas de equilibrio), se obtiene la siguiente forma de la ecuación de Fenske: 
| Símbolo                     | Nombre                                              |
| --------------------------- | --------------------------------------------------- |
| {\displaystyle N}           | Número de etapas de equilibrio                      |
| {\displaystyle Z_{n}}       | Fracción molar del componente n en la fase de vapor |
| {\displaystyle X_{n}}       | Fracción molar del componente n en la fase líquida  |
| {\displaystyle {P_{n}^{0}}} | Presión de vapor del componente puro n              |